# Геодезический знак
Геодезический знак — наземное сооружение на геодезическом пункте, служащее для размещения визирного приспособления (визирного цилиндра) и установки геодезического прибора (инструмента). Иногда имеет площадку для работы специалиста, а также обозначает геодезический пункт на местности.
Геодезический знак (наземное сооружение), центр геодезического пункта (подземное сооружение)  и наружное оформление (окопка, насыпь) вместе составляют геодезический пункт.

## Общие сведения
Геодезический знак сооружается только на пунктах тригонометрической (плановой) геодезической сети (тригонометрический пункт). Из-за различий в технологиях определений, на пунктах нивелирной (высотной) и гравиметрической сетей, знак не сооружается и не используется.
Рядом с центром пункта на определенном расстоянии устанавливается опознавательный знак — металлический или железобетонный столб с охранной табличкой с надписью: «Геодезический пункт, охраняется государством». Для обеспечения долговременной сохранности и закрепления на местности пункт имеет внешнее оформление, определяемое «Инструкцией о построении государственной геодезической сети», «Руководством по постройке геодезических знаков» и другими ведомственными документами. В зависимости от типа местности это может быть: вал из камней, деревянный сруб, окопка канавами, насыпка кургана и т. д.; знак (табличка) может также устанавливаться на капитальных сооружениях — тех же деревянных срубах, зданиях и т. п.
Геодезический знак может быть деревянным, каменным, железобетонным или металлическим. В отдельных случаях, знак может сооружаться временным (разборным, или перевозным).
Геодезический знак может быть в виде простого сигнала, сложного сигнала, пирамиды, пирамиды-вехи, вехи, тура или штатива, в зависимости от высоты, на которую необходимо поднять визирную цель или прибор, и исходя из местных условий.
В равнинных районах наиболее распространены сигналы и пирамиды, в горных — штативы и туры.

### Сигнал
Сооружение для обеспечения высоты установки прибора на столике от 4 до 40 м. При высокоточных наблюдениях 1 класса визирный луч не должен проходить ниже 3-5 м, над подстилающей поверхностью, чтобы искажения от восходящих потоков воздуха не влияли на точность наблюдений.
Сигнал состоит из двух вложенных друг в друга конструкций — внешней и внутренней усеченных пирамид, или ферм, одна из которых несёт площадку для наблюдателя и визирную цель, а другая — столик для прибора.
Если опоры столика для прибора (внутренняя пирамида) установлены в грунт самостоятельно и не соприкасаются с внешней фермой, то такой знак называется простой сигнал. Если опоры столика упираются в опоры внешней фермы, соединяясь с ними — это сложный сигнал (он выше простого сигнала). Простой сигнал имеет высоту от марки центра до инструментального столика от 4 до 10 м, сложный сигнал — более 10 м. Наиболее распространены деревянные сигналы. Сложные деревянные сигналы ранее сооружались четырёхгранными. С 1966 года, строят только трёхгранные сложные сигналы, которые поднимают в полностью собранном виде.
Среди простых сигналов, наиболее часто встречаются четырёхгранные. При этом, внутренняя пирамида простого сигнала как правило трёхгранная.
Металлические и железобетонные знаки имеют другую конструкцию. Металлические сигналы, иногда сооружают в виде двух несоприкасающихся ферм, а железобетонные, как правило, с площадкой для наблюдателя и визирная цель располагаются в виде металлической надстройки к инструментальному столику.
При высокоточных определениях, для учёта смещений столика на высоких сигналах, на некотором расстоянии от знака может сооружаться особый знак — мира, на которую производят наблюдения поверительной трубой триангуляционного теодолита.

### Пирамиды
Раньше на пунктах ГГС сооружались только четырёхгранными. Сейчас — трёхгранны.
Сооружаются как металлические пирамиды, так деревянные, в зависимости от доступности материала.
На пирамидах высших классов сооружается стационарный штатив (трёхгранная внутренняя пирамида) со столиком для инструмента. Для работы наблюдателя вокруг штатива (тура), сооружается площадка, чтобы при его передвижениях столик с прибором оставался абсолютно неподвижным.
Особую разновидность пирамид составляют пирамиды-вехи и пирамиды-штативы. Вехи сооружаются, когда необходимо поднять визирную цель на высоту от 11 до 20 м). Пирамида-штатив это штатив со съемным визирным цилиндром наверху, болванка которого вставляется в отверстие столика для инструмента. Наблюдения при этом производят с разборной наружной пирамиды.
Работа на простых пирамидах (без стационарных штативов, туров) производится с переносного штатива повышенной жесткости (нераздвижного).
На тригонометрических пунктах иногда встречается знак в виде Г-образной вехи. Такой знак применяется в исключительных случаях только на тригопунктах I и II разрядов (в сетях сгущения). Применение его на пунктах Государственной геодезической сети 1, 2, 3 и 4 классов не допускается.

### Штативы
Сооружаются в труднодоступных местах, если видимость на смежные пункты открывается непосредственно с земли. Штативы бывают трёхгранными или четырёхгранными, имеют высоту инструментального столика 1,2 м. Обычно они деревянные, несколько реже — металлические.
У штатива со съемным визирным цилиндром (штатива Канаровского) в столике имеется отверстие, сквозь которое вставляется и закрепляется болванка с визирным цилиндром, которую вытаскивают при установке прибора на столике (у некоторых металлических штативов визирная цель крепится болтами к столику или откидывается на шарнирах при установке прибора). В отдельных случаях, сооружают штативы с наглухо закреплённым визирным цилиндром, верхний срез которого является столиком для прибора.

### Тур
Аналог штатива, но устанавливается на бетонный (каменный, кирпичный) столб. Съемный визирный цилиндр крепится болванкой в специальной трубе, вделанной вертикально в тур. Верхняя марка центра пункта при этом располагается под основанием этой трубы, что делает номер марки недоступным для прочтения. Поэтому номер наносят трафаретом в верхнюю плоскость столика. В некоторых конструкциях визирный цилиндр крепится к вмонтированным в тур металлическим уголкам, а марка заделывается в верхнюю плоскость столика. Очень редко делают туры с закреплённым визирным цилиндром, верхний срез которого является столиком для прибора.
Туры со съемным цилиндром встречаются в ГГС крайне редко. Чаще всего они используются (наравне с металлическими штативами) на крышах капитальных зданий в городах на пунктах геодезических сетей сгущения (ГСС), не входящих в ГГС.

### Астрономический столб
Особая разновидность тура и штатива. Устанавливается возле геодезического пункта для астрономических определений на расстоянии, необходимом для обеспечения обзора небесной сферы (но не далее 60 м от тригопункта). Сооружается из бетона, кирпича или в виде каменной кладки. В исключительных случаях, раньше разрешалось сооружение деревянного столба. Марка верхнего центра закладывается в верхнюю плоскость инструментального стола, а вокруг столба сооружается площадка для наблюдателя.

## Визирное приспособление геодезического знака
Это малофазный визирный цилиндр, на который производятся наблюдения. Ребристая боковая поверхность цилиндра образована радиальными планками для того, чтобы на большом расстоянии, при наблюдении в теодолит цилиндр не давал «фазу», то есть был равномерно окрашен. Так как при боковом освещении наведение биссектора нитей теодолита получится смещенным в сторону, которая затенена и видна лучше, чем освещенная сторона. На некоторых типах тригопунктов визирный цилиндр не устанавливается.
В последнее время, в связи с созданием новых типов геодезических сетей, определяемых относительными космическими методами, на пунктах таких сетей сооружают геодезические знаки, но упрощенной конструкции, определяемой «Правилами закрепления центров пунктов спутниковой геодезической сети». Они оборудованы приспособлением для принудительного центрирования геодезического прибора и служат для закрепления и обозначения пункта на местности. Такие знаки по конструкции напоминают геодезический штатив и имеют небольшие размеры.

## Центры геодезических знаков
Все центры и реперы объединены в следующие группы:
а) для области сезонного промерзания грунтов:
1 — анкерные центры (типы 3, 158, 160, 161, 162, 177, 180);
2 — свайный центр (тип 147);
3 — центры, закладываемые бурением или забивкой (типы 15, 175, 181, 183);
4 — стенной центр (тип 143).
Центры, закладываемые в южной и северной зонах области сезонного промерзания грунтов, различаются по глубине закладки и размерам якоря. При глубине промерзания грунта менее 200 см геодезические центры имеют две марки (тип 3), при глубине промерзания более 200 см — одну марку (тип 160);
б) для области многолетней мерзлоты:
5 — центры, закладываемые бурением (типы 150, 178);
6 — анкерные центры, закладываемые в котлован (типы 165, 179);
в) для других зон:
7 — центр для районов подвижных песков (тип 15);
8 — центры для заболоченных территорий (тип 188);
9 — центры для скальных грунтов (типы 7, 8, 9, 114, 164, 173, 174, 176)

## Галерея

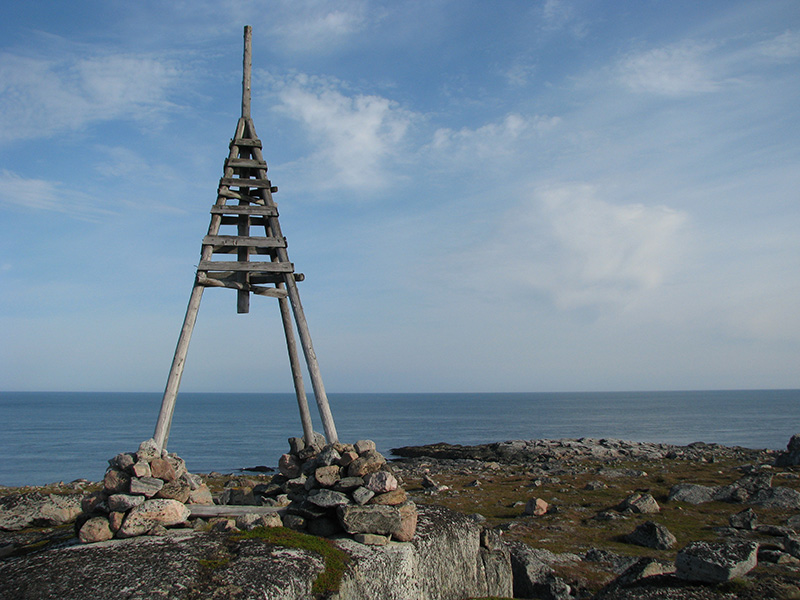
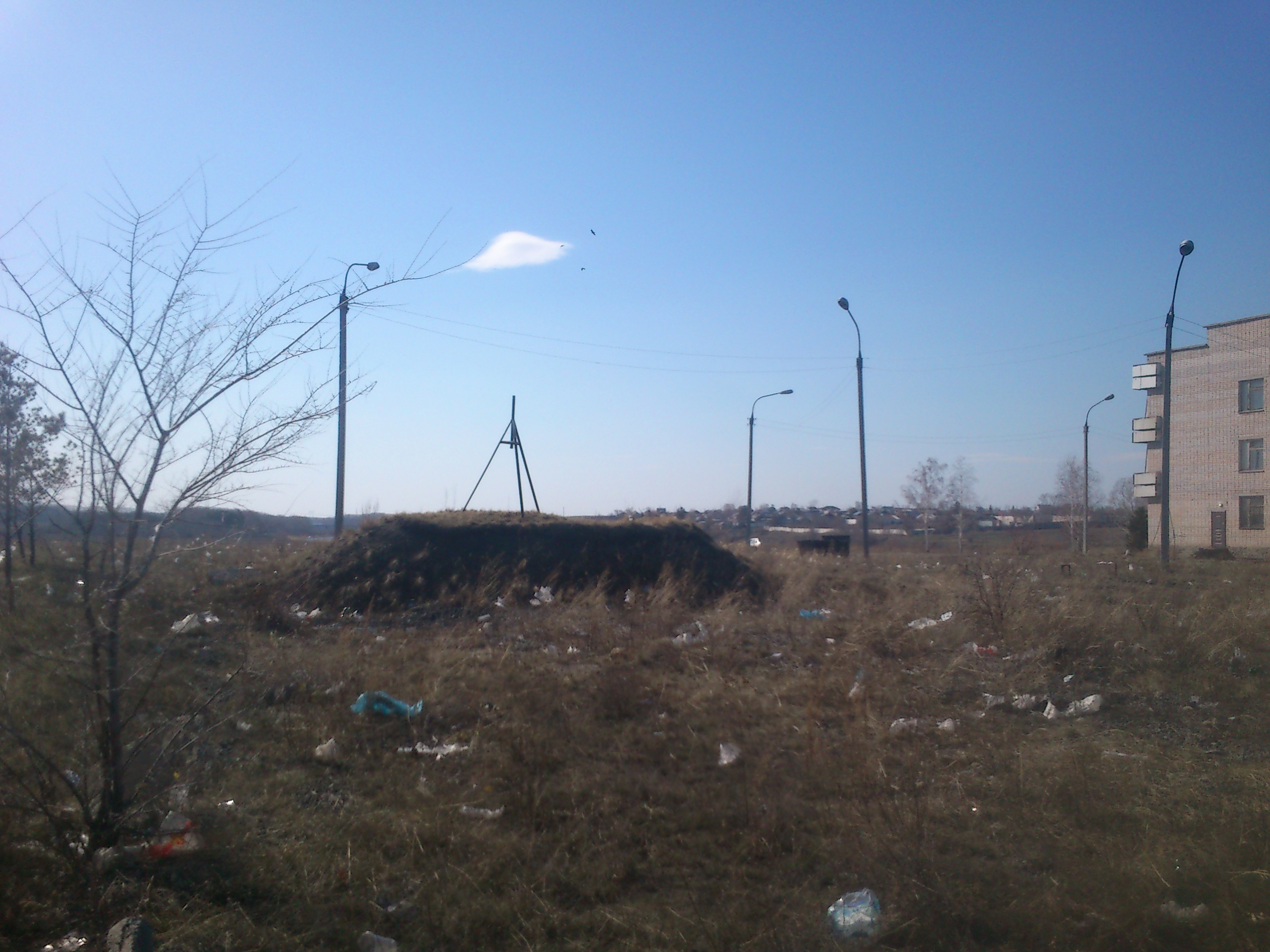
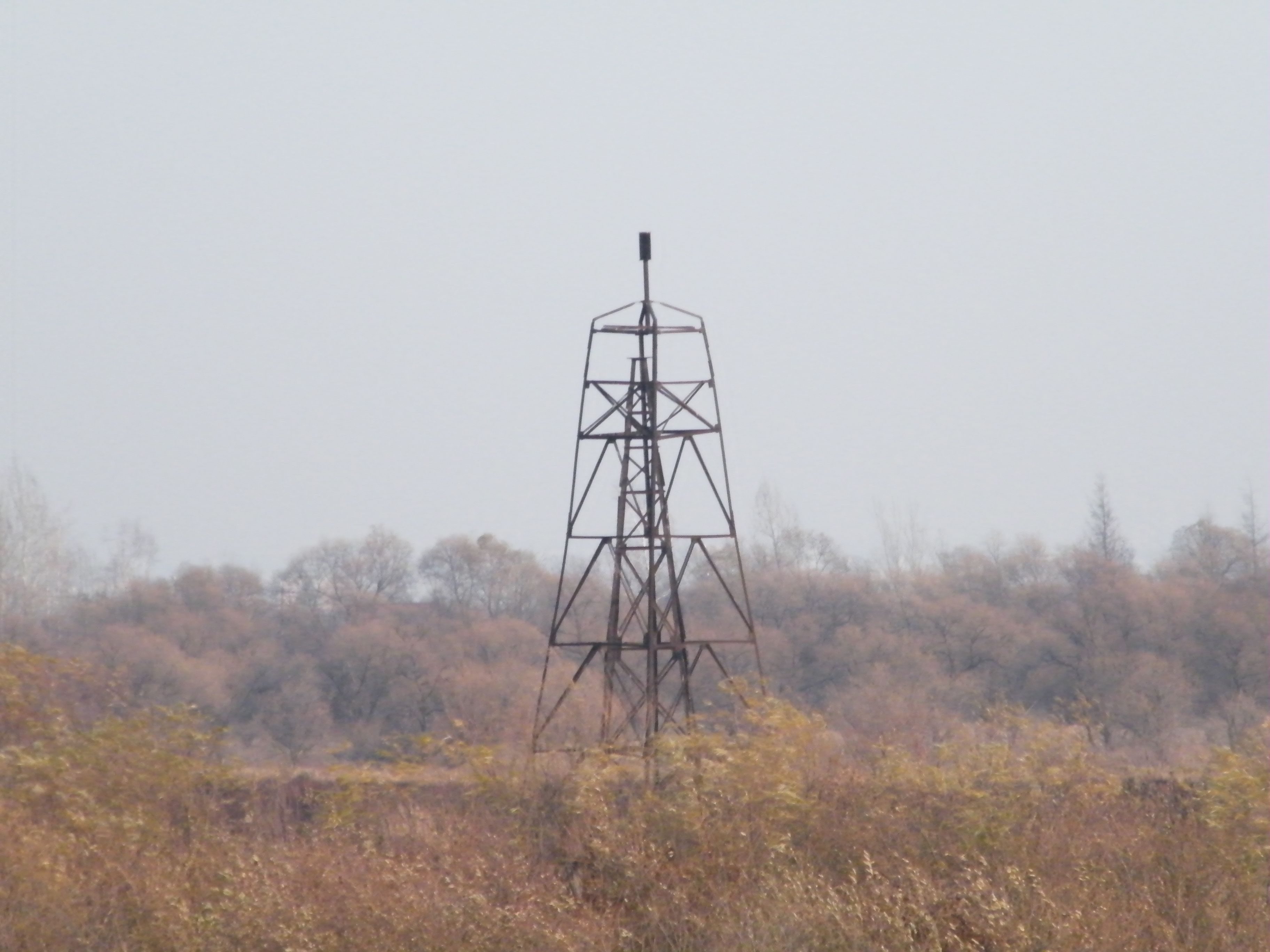
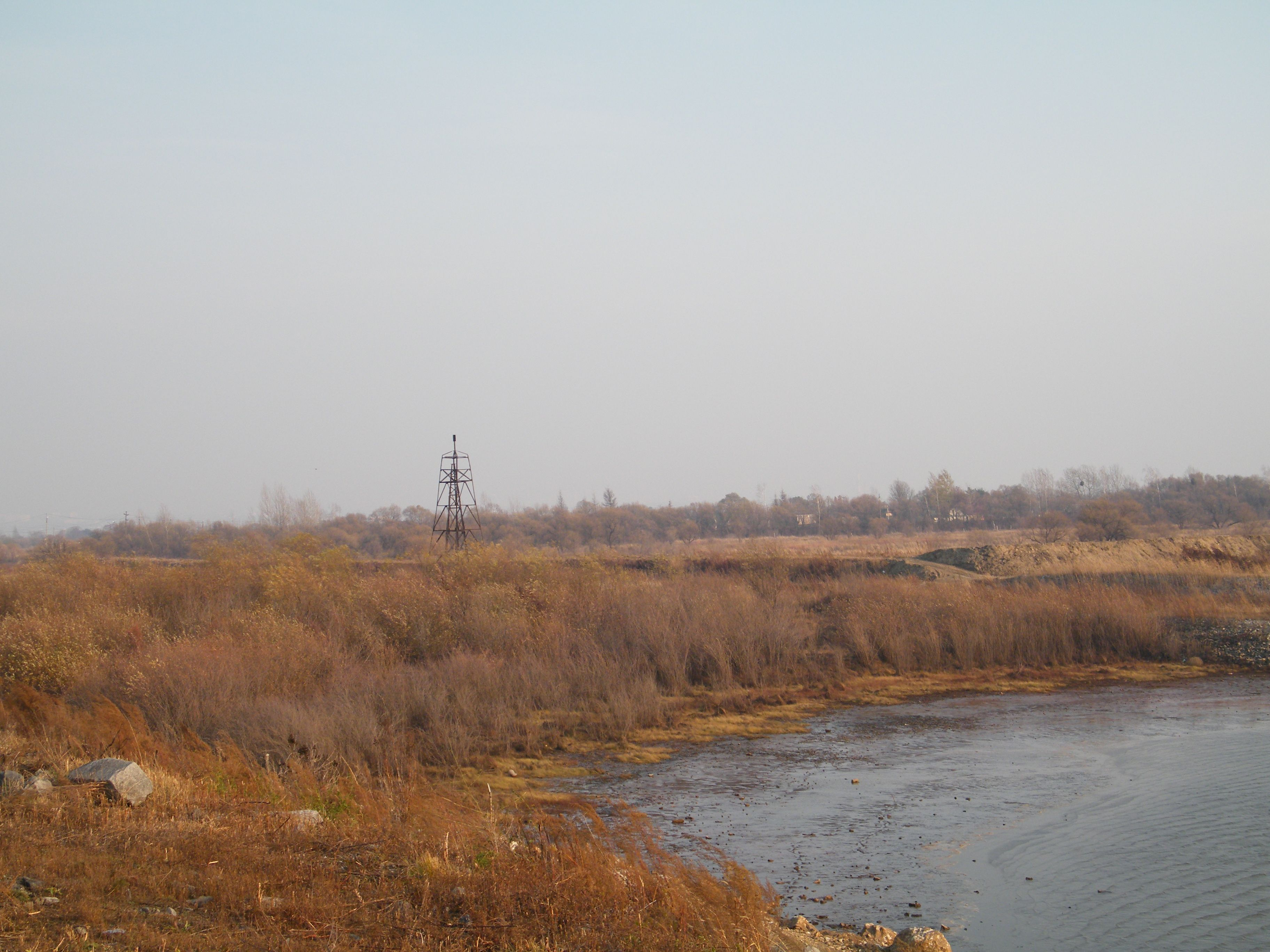